# Cantó de Rueil-Malmaison
El cantó de Rueil-Malmaison és un cantó francès del departament dels Alts del Sena, situat al districte de Nanterre. Compta amb part del municipi de Rueil-Malmaison.

## Municipis
- Rueil-Malmaison (part)

## Història
| Data d'elecció                           | Identitat         | Partit                                  | Qualitat |
| ---------------------------------------- | ----------------- | --------------------------------------- | -------- |
| 1967-1973                                | Michel Duffour    | PCF                                     |          |
| 1973-1992                                | Marcel Noutary    | UDF-CDS                                 |          |
| 1992-                                    | Jean-Claude Caron | UMP, després RPF, després Divers droite |          |
| les dades anteriors no són pas conegudes |                   |                                         |          |
|                                          |                   |                                         |          |

## Demografia
| A partir de 1990: Població sense dobles comptes |